# Moulay
Moulay ist eine französische Gemeinde mit 977 Einwohnern (Stand: 1. Januar 2022) im Département Mayenne in der Region Pays de la Loire; sie gehört zum Arrondissement Mayenne und zum Kanton Lassay-les-Châteaux. Die Einwohner werden Moulaisiens genannt.

## Geographie
Moulay liegt etwa 19 Kilometer nordnordöstlich des Stadtzentrums von Laval an der Mayenne, die die Gemeinde im Norden und Westen begrenzt und in den hier der Aron mündet. Umgeben wird Moulay von den Nachbargemeinden Mayenne im Norden, La Bazoge-Montpinçon im Nordosten und Osten, Belgeard im Osten und Südosten, Commer im Süden, Contest im Südwesten und Westen sowie Saint-Baudelle im Westen und Nordwesten.

## Bevölkerungsentwicklung
| Jahr                       | 1962 | 1968 | 1975 | 1982 | 1990 | 1999 | 2006 | 2019 |
| Einwohner                  | 316  | 297  | 605  | 883  | 919  | 907  | 922  | 990  |
| Quellen: Cassini und INSEE |      |      |      |      |      |      |      |      |

## Sehenswürdigkeiten
- Gallisches Oppidum, um das Jahr 100 vor Christus, seit 1986 ist die archäologische Fundstätte Monument historique
- Kirche Saint-Martin aus dem 12. Jahrhundert
- Schloss Bas Mont aus dem 17. Jahrhundert

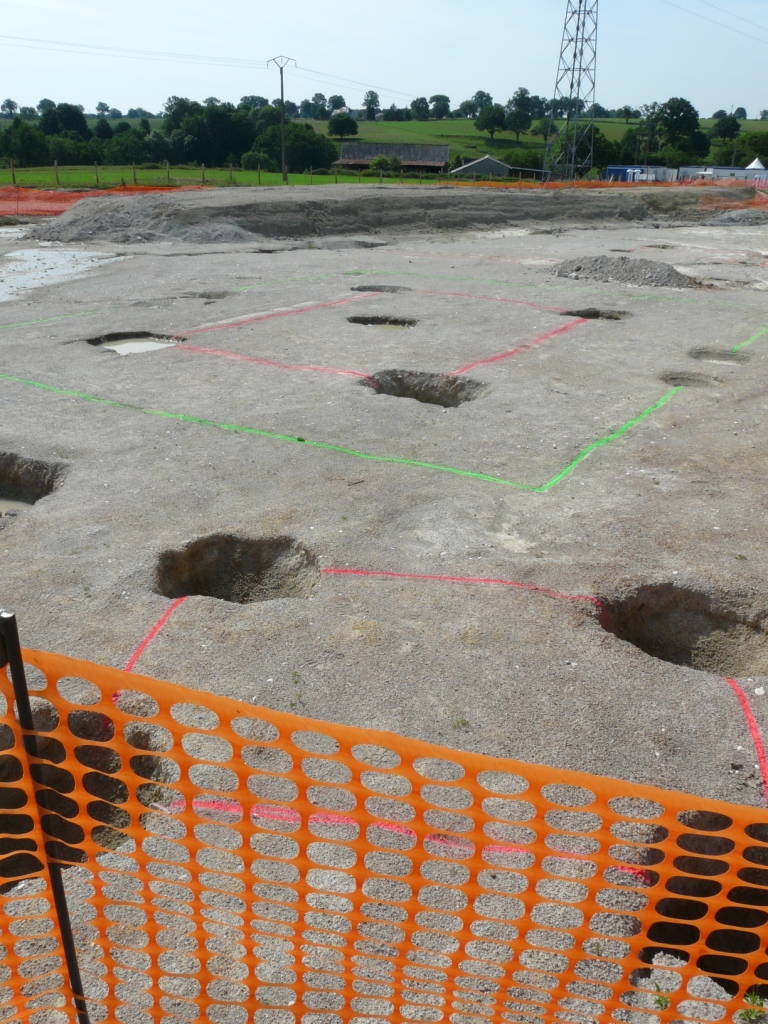
Reste des Oppidums von Moulay
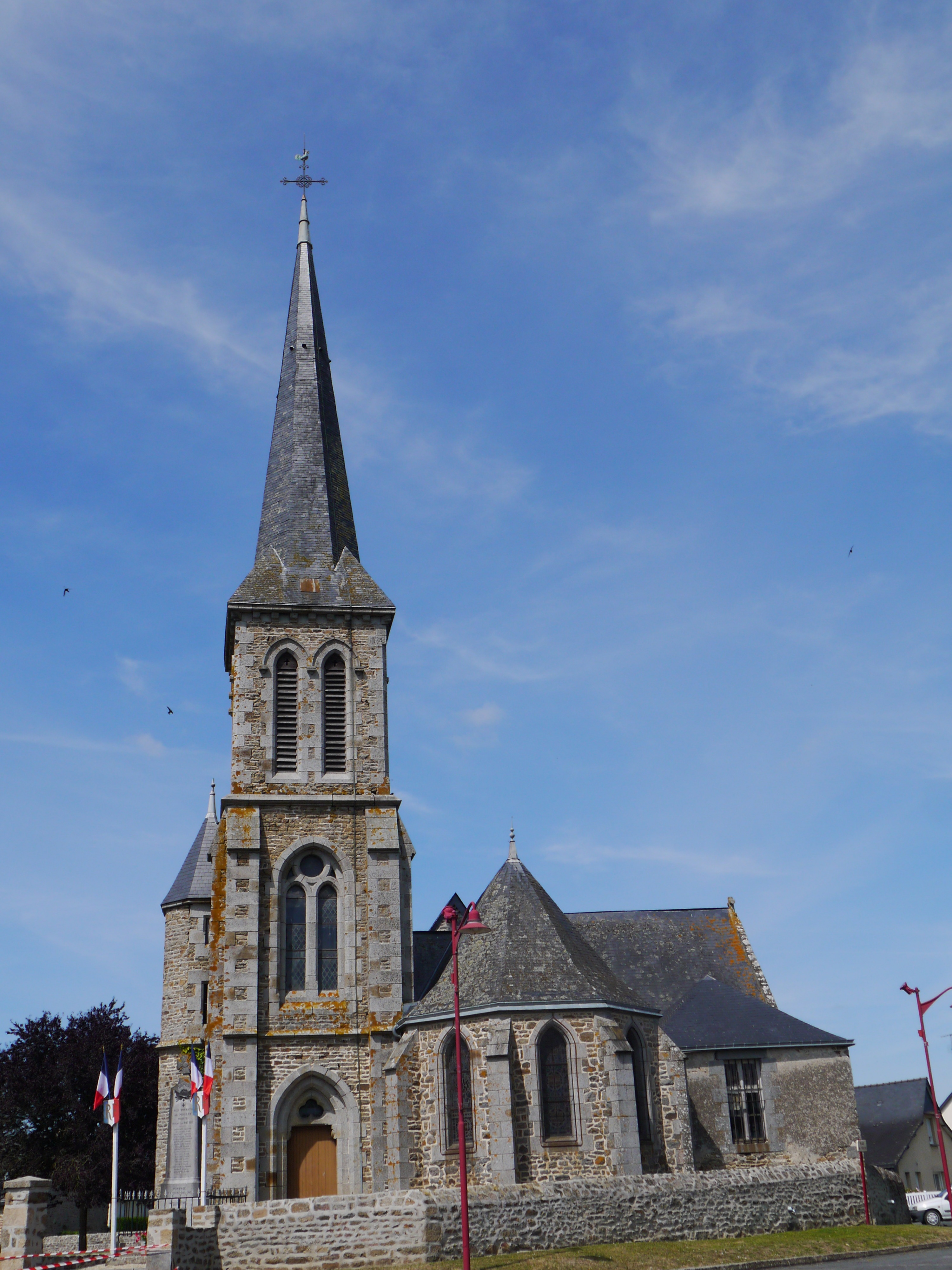
Kirche Saint-Martin